# Walter Susskind
Jan Walter Susskind (Praga, 1 de mayo de 1913 – Berkeley, California, 25 de marzo de 1980) fue un director de orquesta, profesor y pianista británico de origen checo. Comenzó su carrera en su Praga natal y huyó a Gran Bretaña cuando Alemania invadió la ciudad en 1939. Trabajó durante largos periodos en Australia, Canadá y Estados Unidos, como director de orquesta y profesor.

## Biografía
Süsskind nació en Praga. Su padre era un crítico musical vienés y su madre checa era profesora de piano. En el Conservatorio Estatal estudió con el compositor Josef Suk, yerno de Antonín Dvořák. Más tarde estudió dirección de orquesta con George Szell, y se convirtió en asistente de Szell en la Ópera Alemana de Praga, donde debutó como director de orquesta con La traviata.
Susskind huyó de Praga el 13 de marzo de 1939, dos días antes de la ocupación alemana. Con la ayuda de un periodista británico y de funcionarios consulares, llegó a Gran Bretaña como refugiado. Formó el Czech Trio, un conjunto de cámara del que era pianista. Alentado por Jan Masaryk, embajador checo en Londres, el trío consiguió muchas actuaciones. En 1942, Susskind se unió a la Compañía de Ópera Carl Rosa como director de orquesta, trabajando con cantantes como Heddle Nash y Joan Hammond. Al año siguiente se casó con la violonchelista británica, Eleanor Catherine Warren. En 1944 realizó su primera grabación para Walter Legge de EMI, dirigiendo las arias de Turandot con Hammond.
Después de la guerra, Susskind se nacionalizó británico, y aunque pasó gran parte de su carrera posterior fuera de Gran Bretaña, dijo que nunca renunciaría a su ciudadanía británica.
El primer nombramiento de Susskind como director musical fue en la Royal Scottish National Orchestra, donde ejerció de 1946 a 1952. Él y su esposa se divorciaron en 1953. De 1953 a 1955 fue director de la Orquesta Sinfónica de Melbourne (entonces conocida como Orquesta Sinfónica de Victoria). Después de trabajar por libre en Israel y Sudamérica, fue nombrado director de la Orquesta Sinfónica de Toronto (TSO) de 1956 a 1965.
En 1960 fundó la Orquesta Juvenil Nacional de Canadá. Mientras estaba en la TSO, enseñó dirección de orquesta en el Real Conservatorio de Música, donde entre sus alumnos estaban Milton Barnes y Rudy Toth. De 1968 a 1975 fue director de la Orquesta Sinfónica de San Luis, Estados Unidos, con la que realizó más de 200 grabaciones. Durante los siete años que permaneció en San Luis, dio clases al otro lado del río Misisipi en la Southern Illinois University Edwardsville. También estuvo muy involucrado en el Mississippi River Festival, una serie de conciertos al aire libre que se repite anualmente y que organiza la universidad local.
Susskind fue asesor artístico de la Orquesta Sinfónica de Cincinnati desde 1978 hasta su muerte en 1980. El 3 de mayo de 1971, Susskind volvió a la Ópera de Nueva York para dirigir, El caso Makropulos de Leoš Janáček. Susskind murió en Berkeley, California, a la edad de 66 años.